# جزیره سانتا کاتالینا (کالیفرنیا)
جزیره سانتا کاتالینا (به انگلیسی: Santa Catalina Island) یک منطقهٔ مسکونی در ایالات متحده آمریکا است که در شهرستان لس آنجلس، کالیفرنیا واقع شده‌است. جزیره سانتا کاتالینا ۴٬۰۹۶ نفر جمعیت دارد و ۶۳۹٫۱۷ متر بالاتر از سطح دریا واقع شده‌است.